# ماریل اورتون کوسمو دا سیلوا
ماریل اورتون کوسمو دا سیلوا (به پرتغالی: Mariel Everton Cosmo da Silva) هافبک اهل برزیل است که در شهر Palmares و در تاریخ ۱۵ اوت ۱۹۸۰ به دنیا آمده‌است.
ماریل اورتون کوسمو دا سیلوا در تیم‌های فوتبال Mogi Mirim سابقهٔ حضور دارد.